# Jimmy Rodgers
James Donald « Jimmy » Rodgers (né le 12 mars 1943 à Oak Park, dans l'Illinois) est un entraineur de basket-ball américain.

## Biographie
Jimmy Rodgers a entrainé les Celtics de Boston deux saisons et les Timberwolves du Minnesota pendant une saison et demie. James Rodgers a eu peu de succès comme entraineur en chef en NBA, par contre en tant qu'assistant il a gagné six titres NBA, en 1981, 1984 et 1986 avec les Celtics de Boston et en 1996, 1997 et 1998 avec les Bulls de Chicago. Durant ces années d'assistant chez les Celtics, il a aidé à entrainer les joueurs légendaires Larry Bird, Kevin McHale, Robert Parish et Dennis Johnson. Comme assistant à Chicago, il a aidé l'entraineur en chef des Bulls Phil Jackson à gagner trois titres consécutifs avec comme vedettes Michael Jordan, Scottie Pippen et Dennis Rodman.

## Palmarès d'entraineur-adjoint
- Champion NBA en 1981, 1984 et 1986 avec les Celtics de Boston
- Champion NBA en 1996, 1997 et 1998 avec les Bulls de Chicago